# 防务快报
防务快报（英語：Defense Express）是乌克兰信息和咨询公司，专门从事乌克兰军事装备、武器和与乌克兰国防行业相关的新闻报道。出版两本印刷杂志并拥有一个门户网站。

## 期刊
- 《乌克兰武器出口和国防产业》杂志月刊[2]
- 《乌克兰防务评论》杂志英文版，每季度出版一次[3][4]

## 相关词条
- 军队信息网
- 军事

## 引文
1. ↑  Gazeta.ua. . Gazeta.ua. 2017-12-06  [2018-11-09]. （原始内容存档于2018-11-09） （乌克兰语）.
2. ↑  . 防务快报.   [2024-10-28]. （原始内容存档于2024-12-12） （乌克兰语）.
3. ↑  . Чтиво.   [2024-10-28]. （原始内容存档于2024-09-06）.
4. ↑  . 防务快报.   [2024-10-28] （乌克兰语）.